# Футшток
Футшто́к (від нім. Fußstock або нід. voetstok) — рейка (або жердина) з поділками на водомірному посту для спостережень за рівнем води в морі, річці, озері. 
Футштоки часто використовують в ролі геодезичного опорного пункту. Так Кронштадтський футшток вибраний головним геодезичним опорним пунктом і закріплює нульову відмітку висоти в Балтійській системі висот (в Україні, Болгарії, Естонії, Латвії, Литві, Польщі, Словаччині, Чехії та країнах СНД). 
За допомогою морських, річкових, озерних футштоків здійснюється спостереження, необхідні для виконання місцевих технічних завдань, які виникають під час будівництва портів та інших гідротехнічних споруд. 
Матеріали спостережень на футштоках разом з матеріалами нівелювання між футштоками використовуються для визначення різниці рівня морів і вивчення вертикальних рухів земної поверхні, викликаних рухами літосферних плит.

## Галерея

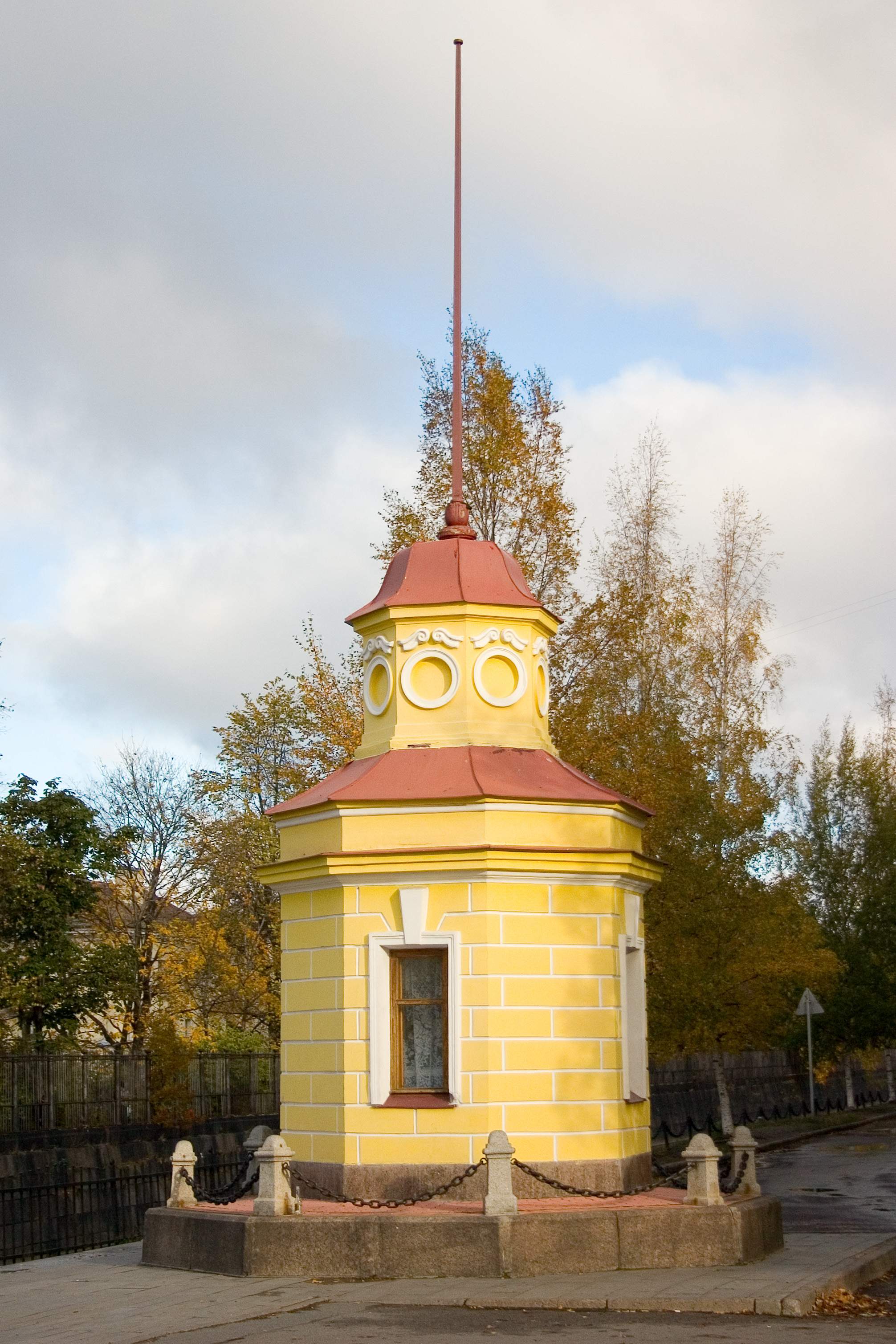
Будівля мареографа кронштадтського футштоку
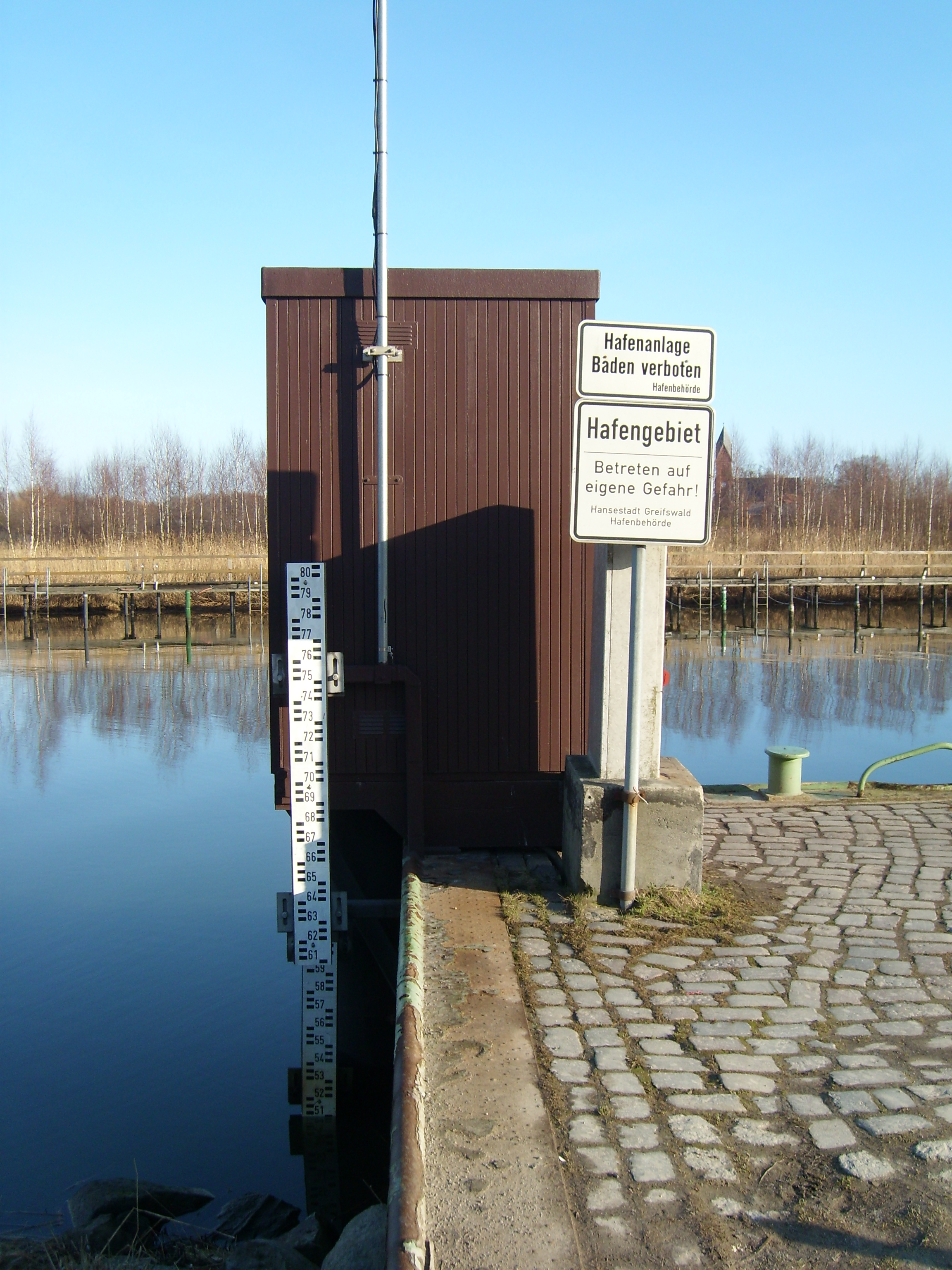
Футшток і станція спостереження на річці Рікк (Мекленбург — Передня Померанія, Німеччина)
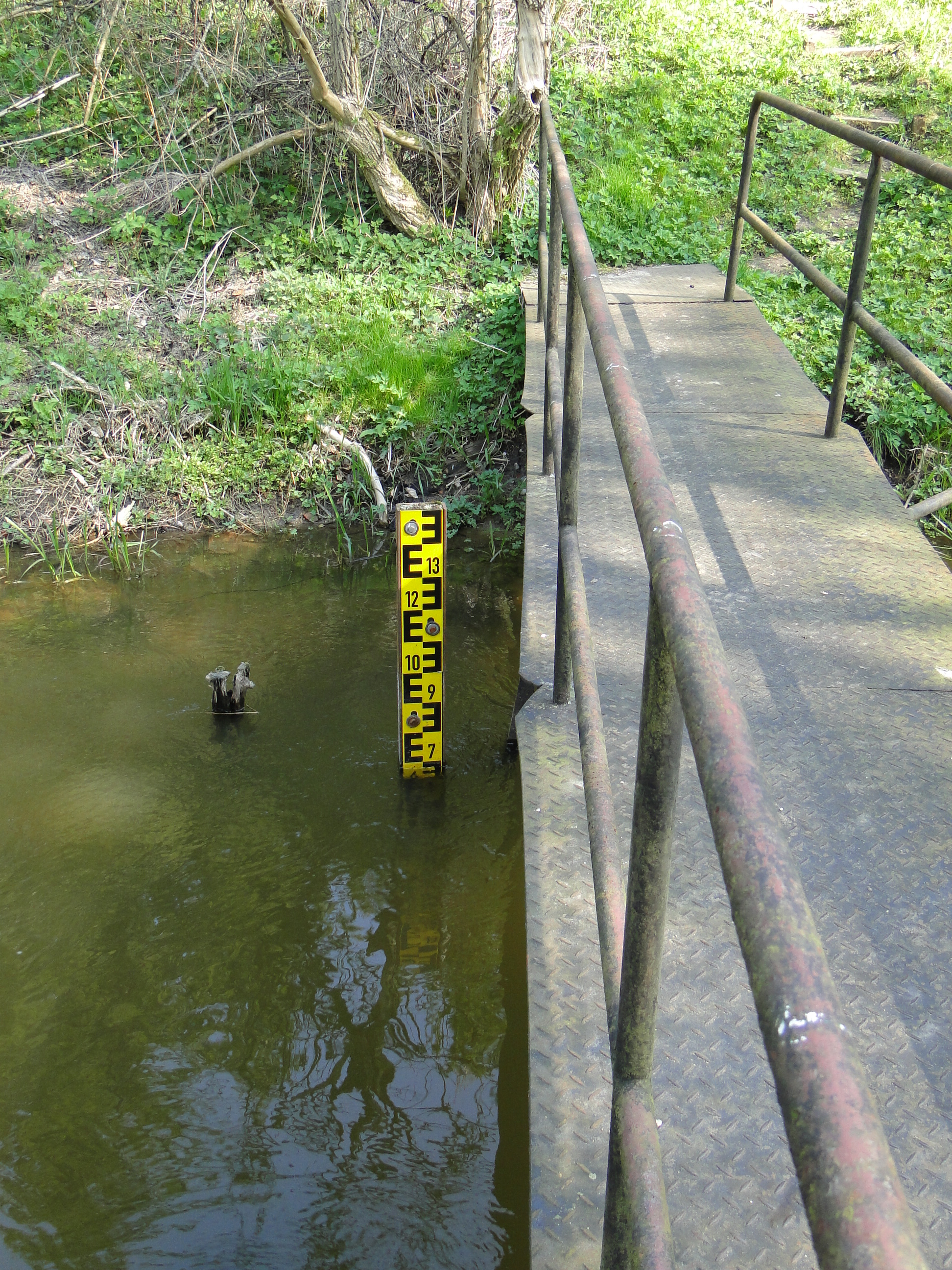
Футшток на річці Мілденіц у Кледені (Мекленбург — Передня Померанія, Німеччина)
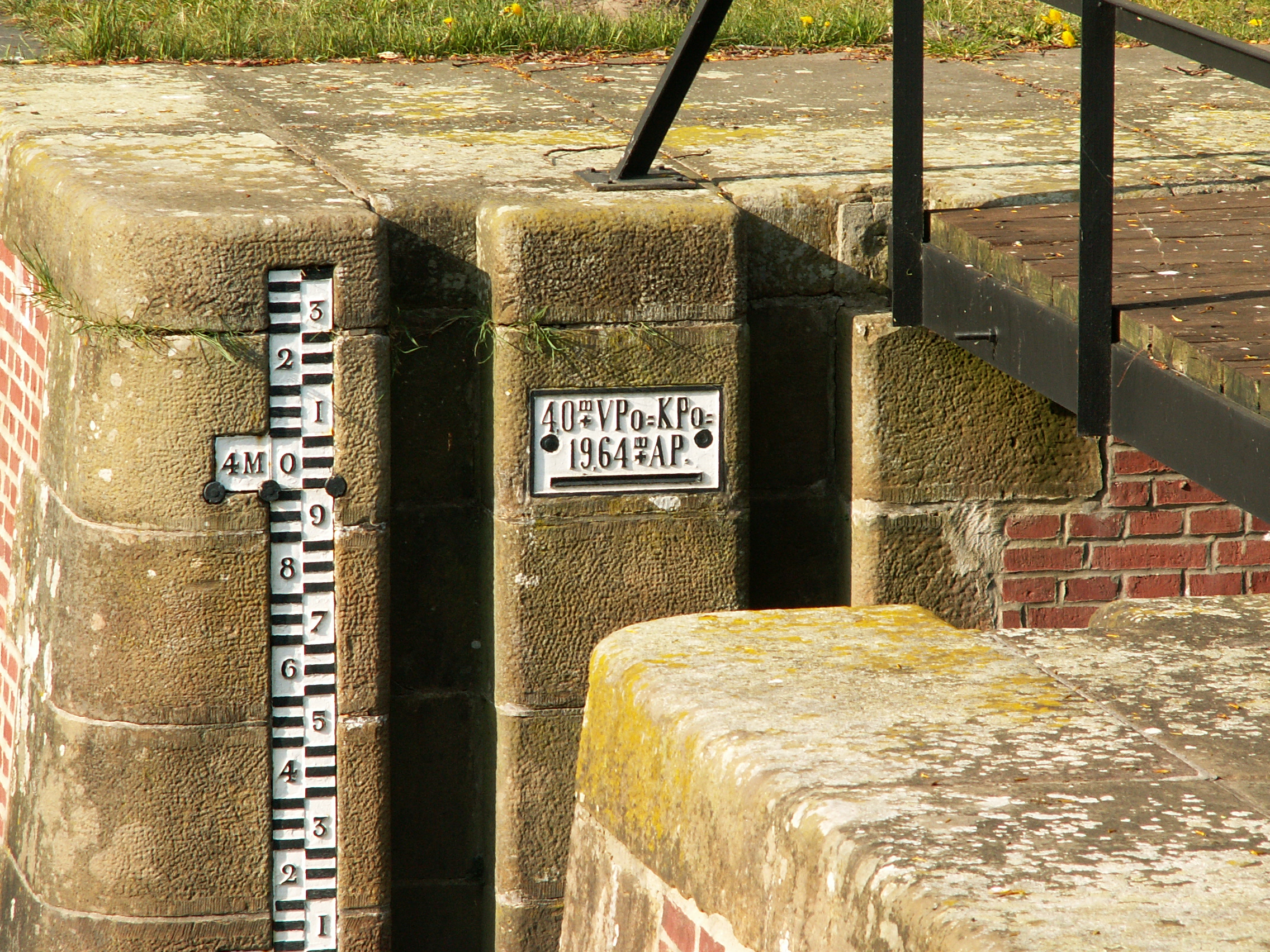
Футшток на Емс-Фехтському каналі